# 由利高原鉄道YR-2000形気動車
由利高原鉄道YR-2000形気動車（ゆりこうげんてつどうYR-2000がたきどうしゃ）は、2000年（平成12年）11月に1両、2003年（平成15年）3月に1両、計2両が製造された由利高原鉄道鳥海山ろく線用の気動車である。

## 概要
由利高原鉄道では、1985年（昭和60年）10月1日に国鉄矢島線を第三セクターに転換、鳥海山ろく線として開業した時点でYR-1000形を4両、1988年（昭和63年）以降は5両を保有、ラッシュ時は2両編成または3両編成での運行を行っていたが、一部列車の混雑が激しいことからこの緩和をはかる必要があったこと、冷房装置の装備によりサービス向上をはかることなどの目的で2000年（平成12年）11月にYR-1000形と連結運転が可能な新型気動車、YR-2000形1両が投入された。2003年（平成15年）3月にはイベント対応のため車内外の仕様を変更した1両が増備された。鳥海山ろく線羽後本荘駅 – 矢島駅間で運転され、車体にラッピングを施して運行されることもある。

## 車体

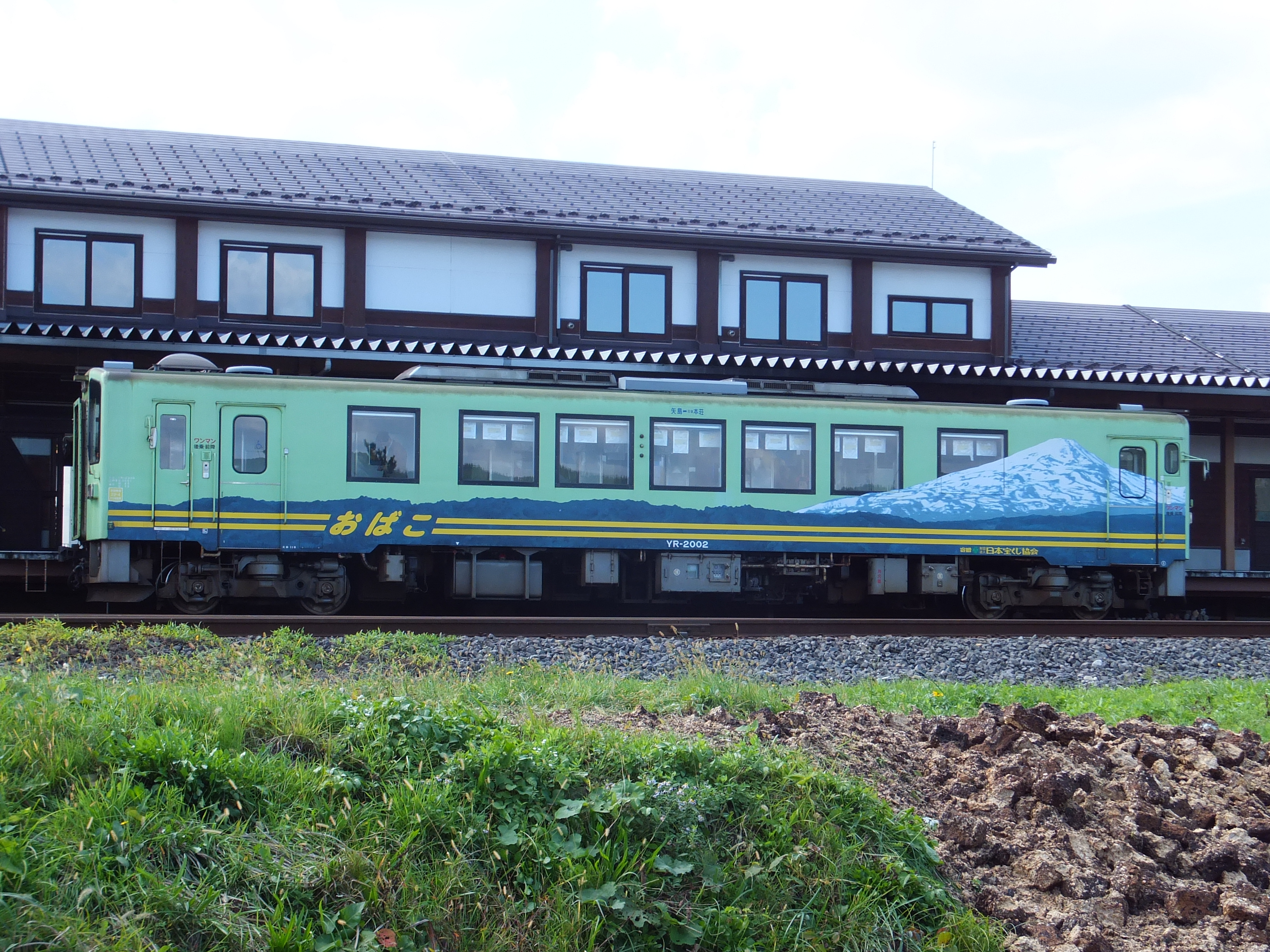
鳥海山が描かれたYR-2002の側面

新潟鐵工所製の地方交通線用気動車NDCタイプの気動車で、由利高原鉄道としては初めて18 m級の車体となり、冷房装置、トイレも装備された。客用扉は片側2か所、運転室直後に1か所、反対側の小窓一枚を挟んだ車端にもう1か所が設けられ、運転室には乗務員扉も設けられた。YR-2001の扉間には上段固定、下段上昇の窓6組が設置されたが、YR-2002では1枚式の固定窓となった。いずれも戸袋部に窓はない。YR-2001の外部塗装はYR-1000形と同様とされたが、YR-2002では薄緑色をベースとしたものに変更され、側面には鳥海山などの山々が描かれた。車内保温と開閉容易化のため扉は押しボタンによる半自動式となった。YR-2002のトイレは身障者対応となっている。
YR-2001の車内中央部には4人掛けボックスシート10組が設けられ、それ以外の部分はロングシートとなった。YR-2002はイベント対応のため全席ロングシートとなり、着脱式のテーブルが取り付けられるようになっている。YR-2002は日本宝くじ協会から寄贈された「宝くじ号」である。

## 走行装置
エンジンは、 新潟鐵工所製DMF13HZ（243 kW / 2,000 rpm）を1基搭載、動力はTACN-22-1606液体変速機を介して台車に伝達される。前位側台車は動台車NP126D-2、後位側は従台車NP126T-2で、いずれも空気ばね式だが、動台車は空転防止のため2軸駆動となった。制動装置はDE1A自動空気ブレーキが採用されるとともに、留置ブレーキ兼用の保安ブレーキ、戸閉保安装置、元空気ダメ圧力監視装置などが設けられ、保安度の向上がはかられた。

## 空調装置
暖房装置はエンジン排熱を利用した温風式である。冷房装置は機関直結式、能力36 kW（31,000　kcal/h）のものが搭載された。

## 車歴
| 車両番号 | 製造       |
| -------- | ---------- |
| 2001     | 2000年11月 |
| 2002     | 2003年2月  |

## 運用
YR-1000形と連結運転可能な仕様であり、1両から3両の編成で鳥海山ろく線羽後本荘駅 – 矢島駅間で運転されていた。YR-3000形とは連結できないため、YR-1000形運用終了後はYR-2000形単行または同形式のみの2両編成で運転される。

## ラッピング
登場以来、各種のラッピングが施されている。

### YR-2001のラッピング

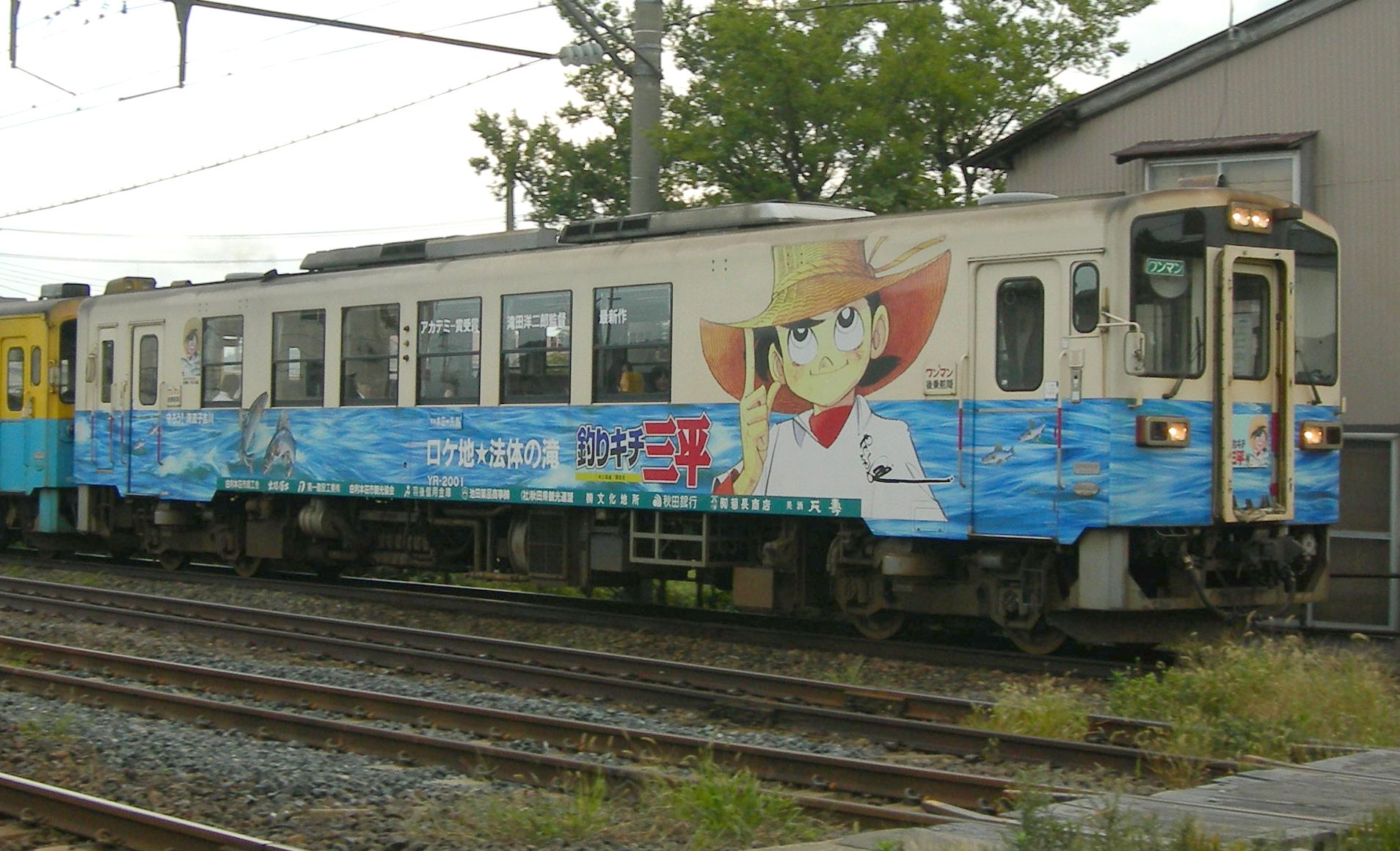
「釣りキチ三平」ラッピング

釣りキチ三平号
由利本荘市でロケが行われた映画『釣りキチ三平』のPRのため2009年（平成21年）3月20日から2011年（平成23年）3月20日まで運行された。
宇宙戦艦ヤマト号
2011年（平成23年）5月1日から2014年（平成26年）3月19日まで『宇宙戦艦ヤマト』のラッピングを施して運行された。版権を持つ東北新社の植村伴次郎最高顧問が沿線の出身であることから、無料での使用許諾を得て実現した。

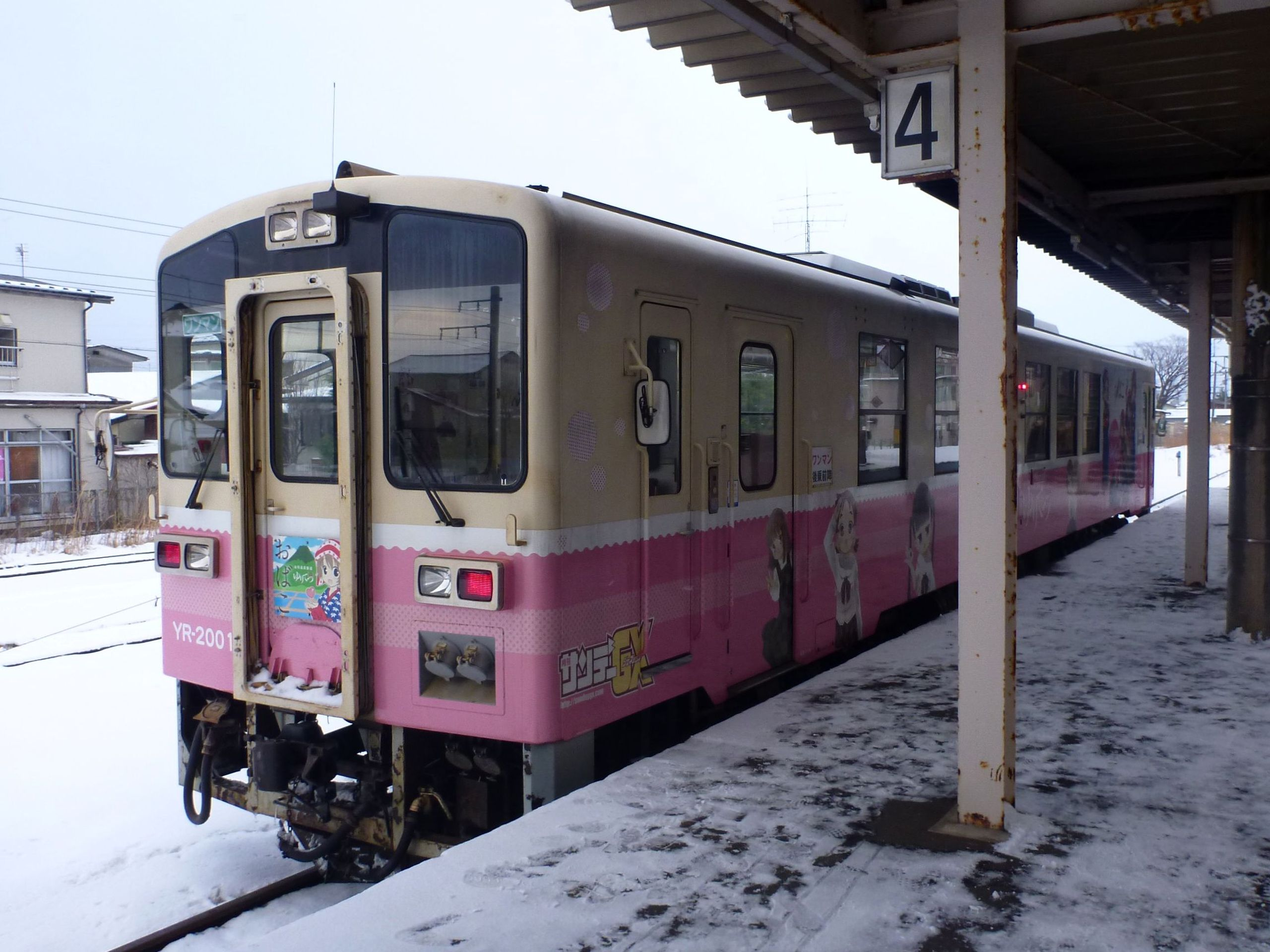
由利高原鉄道xゆりてつラッピング列車
2014年（平成26年）4月19日から2016年（平成28年）4月18日まで漫画『ゆりてつ 私立百合ヶ咲女子高鉄道部』とのコラボ企画として運行された。
池田修三作品ラッピング
2016年（平成28年）4月25日から2018年（平成30年）5月6日まで秋田県にかほ市象潟出身の木版画家池田修三の作品のラッピングが施されて運行された。

### YR-2002のラッピング
エボルタ電池鉄道ラッピング
2016年（平成28年）3月30日から2022年（令和4年）7月24日までYR-2002に、2015年（平成27年）11月3日にパナソニックおよび埼玉県立川越工業高等学校の協力で乾電池による走行距離のギネス世界記録を鳥海山ろく線で達成した「エボルタ乾電池電車」を模したラッピングが施されて運行された。

## 改造

### 鳥海おもちゃ列車「なかよしこよし」
2018年（平成30年）にYR-2001が、鳥海山木のおもちゃ館（旧鮎川小学校）のオープンにあわせ「鳥海おもちゃ列車『なかよしこよし』」に改造され、同年6月24日より運行を開始した。デザインは、「オフィスフィールドノート」（福岡市）の代表である砂田光紀が担当。「列車に乗った瞬間…そこはもう『おもちゃ美術館』」をテーマに四季を問わず、自然と調和しつつ存在感を際立たせる凛とした外観デザインとした。内装は、天井などを除き、秋田県産材が使用されており、客室内にはサービスカウンター、プレイスペース、木のプールなどが設けられている。また、4人掛けボックス、サロン席、パノラマ席、ロングソファー席などの座席が設けられている。

### nostalgic train ちょうかい
2022年（令和4年）にYR-2002が、「nostalgic train ちょうかい」に改造され、同年9月12日より運行を開始した。デザインは、コマド意匠設計室が担当。落ち着いた色合いに組子細工など、地域の特産品をデザインした、和洋折衷の室内を感じる車両。